# Ophiomyia haydeni
Ophiomyia haydeni är en tvåvingeart som beskrevs av Spencer 1973. Ophiomyia haydeni ingår i släktet Ophiomyia och familjen minerarflugor. Inga underarter finns listade i Catalogue of Life.